# مساحة آمنة

مثلث وردي مقلب محاط بدائرة خضراء للرمز إلى التحلف مع حقوق المثليين ومساحة خالية من رهاب المثلية

في مؤسسات تعليمية، مصطلحات «مساحة آمنة» و«مساحة أكثر أمانة» و«مساحة إيجابية» أصلا أشارت إلى أن للمدرس أو للمؤسسة التعليمية أو للطلبة موقفا ضد معاداة المثليين وأعضاء مجتمعات الميم وضد التحرش بهم وضد خطاب التحريض على الكراهية لهم تأسيسا لمساحة آمنة لكل الطلاب المنتمين لمجتمعات الميم. وامتد المصطلح للإشارة إلى مساحة مستقلة لأفراد يشعرون بالتهميش ليجتمعوا ويتواصلوا بشأن تجاربهم مع التهميش، وذلك عامة في الجامعات. وفكرة المساحة الآمنة تنتقد بحجة أنها تكبت حرية التعبير. ويقول المنتقدون أن المساحة الآمنة تعوق تعرُّض أمور حساسة يجب تناولها في الأوساط الجامعية.